# هیدرید زیرکونیم (II)
هیدرید زیرکونیم(II) (به انگلیسی: Zirconium(II) hydride) با فرمول شیمیایی ZrH۲ یک ترکیب شیمیایی است. که جرم مولی آن ۹۳٫۲۴ g/mol می‌باشد. شکل ظاهری این ترکیب، پودر بلورین سفید است.